# Stanisław Tarnowski (zm. 1528)
Stanisław Tarnowski herbu Leliwa (ur. przed 1478, zm. 8 czerwca 1528) – kasztelan chełmski (1526–1527) i sądecki (1527-1528), właściciel wsi i dworu w Woli Osieckiej oraz dóbr Rzochów-Rzemień-Podleszany.

## Życiorys
Pierwszy znany urząd, który pełnił Stanisław pochodzi z 1526 roku, był on wówczas kasztelanem chełmskim, rolę tę pełnił do 1527 roku. Od 1527 do 1528 roku pełnił funkcję kasztelana sądeckiego.
Stanisław rozpoczął nową gałąź Leliwitów z Tarnowa na Rzemieniu i Rzochowie. Uczynił Kolbuszową jedną z siedzib swojego rodu budując tam dwór obronny. Jego wnuk, Stanisław (syn Wojciecha Alberta), wybudował szpital w Kolbuszowej.

### Życie prywatne
Był synem Jana Feliksa Tarnowskiego i Katarzyny Ligęzy herbu Półkozic. Miał dwóch braci; Jana i Spytka.
1 września 1509 roku został mężem Katarzyny z Kościeleckich herbu Ogończyk, (córki Mikołaja Kościeleckiego, kasztelana kruszwickiego), następnie, 17 października 1514 roku ożenił się z Katarzyną z Firlejów, córką (Mikołaja Firleja, kasztelana krakowskiego). Z drugiego małżeństwa miał troje dzieci: Stanisława (1521 – przed 1546), Wojciecha Alberta (1522–1563/65) i Jana Amora (ur. po 1515, zm. po 1571).